# Dharamjaigarh
Dharamjaigarh é uma cidade e uma nagar panchayat no distrito de Raigarh, no estado indiano de Chhattisgarh.

## Demografia
Segundo o censo de 2001, Dharamjaigarh tinha uma população de 13 603 habitantes. Os indivíduos do sexo masculino constituem 50% da população e os do sexo feminino 50%. Dharamjaigarh tem uma taxa de literacia de 64%, superior à média nacional de 59,5%: a literacia no sexo masculino é de 72% e no sexo feminino é de 55%. Em Dharamjaigarh, 14% da população está abaixo dos 6 anos de idade.